# Classic Loire Atlantique 2008
La Classic Loire Atlantique 2008, nona edizione della corsa e valida come evento dell'UCI Europe Tour 2008 categoria 1.2, si svolse il 21 marzo 2008 su un percorso di 180 km. Fu vinta dallo spagnolo Mikel Gaztañaga, che giunse al traguardo con il tempo di 4h34'23", alla media di 39,36 km/h.
Partenza con 157 ciclisti, dei quali 45 conclusero la gara.

## Squadre e corridori partecipanti
| N.      | Cod. | Squadra                     |
| ------- | ---- | --------------------------- |
| 1-8     | AGR  | Agritubel                   |
| 11-18   | ASY  | A-Style-Somn                |
| 21-28   | ARH  | Atlas Romer's Hausbäckerei  |
| 31-38   | AUB  | Auber 93                    |
| 41-48   | BAL  | Bretagne-Armor Lux          |
| 51-58   | DES  | Team Designa Køkken         |
| 61-68   | CCD  | Differdange-Apiflo Vacances |
| 71-78   | STO  | Groupe Gobert.com           |
| 81-88   | ISD  | ISD Sport Donetsk           |
| 91-98   | KCT  | Kalev Sport                 |
| 101-108 | KAT  | Team Katusha                |

| N.      | Cod. | Squadra                           |
| ------- | ---- | --------------------------------- |
| 111-118 | TLO  | Team Løgstør-Cycling for Health   |
| 121-128 | EQA  | Meitan Hompo-GDR                  |
| 131-138 | RB3  | Rabobank Continental Team         |
| 141-148 | RBR  | Rietumu Bank-Riga                 |
| 151-158 | RLM  | Roubaix-Lille Métropole           |
| 161-168 |      | Chambéry Cyclisme Formation       |
| 171-178 |      | Team Fidibc.com                   |
| 181-188 |      | Gipuzkoa-Moyua                    |
| 191-198 |      | Súper Sport 35-AC Noyal-Châtillon |
| 201-208 |      | UC Nantes-Atlantique              |
| 211-218 |      | Vendée U                          |

## Ordine d'arrivo (Top 10)
| Pos. | Corridore        | Squadra     | Tempo    |
| ---- | ---------------- | ----------- | -------- |
| 1    | Mikel Gaztañaga  | Agritubel   | 4h34'23" |
| 2    | Jimmy Casper     | Agritubel   | s.t.     |
| 3    | Frédéric Finot   | Differdange | a 8"     |
| 4    | Anthony Ravard   | Agritubel   | a 54"    |
| 5    | Steven Caethoven | Agritubel   | s.t.     |
| 6    | Jarosław Marycz  | FidiBC.com  | s.t.     |
| 7    | Yann Pivois      | Bretagne    | s.t.     |
| 8    | Florian Guillou  | Roubaix     | s.t.     |
| 9    | Mickaël Larpe    | Roubaix     | s.t.     |
| 10   | Jean-Marc Bideau | Roubaix     | s.t.     |